# Gerard Tusveld
Gerard Johannes Henricus Tusveld (Rijssen, 25 augustus 1928 - Almelo, 22 juni 2008) was een Nederlands accountant en sportbestuurder.
Tusveld was van 1992 tot 1996 voorzitter van de Almelose voetbalclub Heracles Almelo. In deze periode voerde hij een bezuinigingsbeleid bij de club door, wat de club financieel gezond maakte. SC Heracles speelde onder zijn voorzitterschap driemaal in de nacompetitie en bereikte de kwartfinale van de KNVB beker. Na zijn periode als voorzitter van Heracles hielp hij het Polman Stadion te ontwikkelen en bij de voorbereiding voor Euro 2000.
Tusveld was ook actief op het gebied van het biljarten. Hij verrichtte organisatorisch werk, met name in de regio Twente. Hij organiseerde het Tukkerstoernooi in Almelo en was verantwoordelijk voor de financiën in het biljartdistrict Hengelo. Later werd hij penningmeester van het Gewest Het Oosten en sloot hij zich aan bij de Financiële Adviescommissie van de Koninklijke Nederlandse Biljartbond (KNBB).
Vanwege zijn prestaties als sportbestuurder werd Tusveld benoemd tot Ridder in de Orde van Oranje-Nassau. In de laatste jaren van zijn leven leed Tusveld aan progressieve supranucleaire paralyse en leidde hij een teruggetrokken bestaan.